# سيراتزيت
مجموعة سيراتزيت (بالإنجليزية:CERATIZIT Group) هي شركة مصنعة لمنتجات المواد الصلبة وأدوات القطع.

## الملكية
هي مملوكة بنسبة 50٪ لمجموعة بلانسي، مع الاحتفاظ بالأسهم المتبقية من قبل مالكي القطاع الخاص.

## نبذة
تمتلك الشركة أكثر من 1000 براءة اختراع في جميع أنحاء العالم، وصنعت أكثر من 10 مليارات قطعة في عام 2010. تعد الشركة رابع أكبر منتج للمعادن الصلبة في العالم.

## روابط خارجية
- الموقع الرسمي